# Monchhichis
Monchhihis est une série d'animation américaine en treize épisodes de 22 minutes, diffusés entre le 10 septembre et le 3 décembre 1983 sur ABC.

## Fiche technique
Sauf indication contraire, les informations mentionnées dans cette section peuvent être confirmées par la base de données cinématographiques IMDb,  présente dans la section « Liens externes ».
- Titre original : Monchhihis
- Réalisation : Oscar Dufau, George Gordon, Ray Patterson, Carl Urbano, John Walker et Rudy Zamora
- Scénario : Bryce Malek, Dick Robbins, Douglas Booth, Evelyn Gabai, Donald F. Glut, Bob Langhans et Larry Parr, d'après les personnages de Yoshiharu Washino
- Photographie :
- Musique : Hoyt S. Curtin
- Casting : Ginny McSwain
- Montage : Gil Iverson
- Décors :
- Production : George Singer
  - Producteur délégué : Joseph Barbera et William Hanna
  - Producteur créatif : Iwao Takamoto
- Sociétés de production : Hanna-Barbera Productions
- Société de distribution : Taft Broadcasting
- Chaîne d'origine : ABC
- Pays d'origine :  États-Unis
- Langue originale : anglais
- Genre : Animation
- Durée : 22 minutes

## Distribution
- Bob Arbogast (VF : Jacques Balutin): Snogs
- Peter Cullen : Gonker
- Laurie Faso : Fasit
- Ellen Gerstell (VF : Claude Chantal) : Tootoo
- Sidney Miller (VF : Albert Augier) : Horrg
- Robert Morse (VF : Philippe Dumat) : Moncho
- Laurel Page (VF : Céline Monsarrat) : Kyla
- Hank Saroyan (VF : Albert Augier) : Thumkii
- Frank Welker (VF : Jacques Balutin) : Patchitt
- Gary Goren
- Hettie Lynne Hurtes
- Laurie Main
- Joseph G. Medalis
- Rick Segall
- William Woodson
- Nancy Cartwright : voix additionnelles

## Épisodes
1. Trickle Pickle
2. TooToo Trouble
3. Double Play
4. Swamp Secret
5. Dueling Wizzars
6. Thumkii's Pet
7. Misfit Grumplin
8. Jingle Pods
9. Moncho's Gift
10. Cloud City
11. Helpless Hero
12. Grumpstaff Grief
13. Charm Alarm